# Чемпионат дружественных армий по футболу

Чехословацкая футбольная марка 1962 года

Чемпионат дружественных армий по футболу разыгрывался шесть раз. В соревнованиях принимали участие члены Спортивного комитета дружественных армий (СКДА). Впервые он был проведён в рамках Спартакиады дружественных армий 1958 года в ГДР, а в дальнейшем проводился как отдельный от спартакиады турнир. В последний раз он состоялся в 1989 году во Вьетнаме. Наибольшее число раз (трижды) в чемпионате побеждали представители Вооружённых сил СССР.

## История
Товарищеские армейские турниры в социалистических странах проводились с 1950 по 1954 года в Болгарии, Венгрии и Чехословакии. Во всех четырёх турнирах победу одерживал венгерский «Гонвед».
Футбольное соревнования было включено в программу первой Спартакиады дружественных армий, которое прошло в сентябре 1958 года в ГДР. Участниками турнира стали 12 команд. Футбольное соревнование стартовало 19 сентября. Игры проходили в Дрездене, Магдебурге, и Лейпциге. В финале турнира болгарский ЦДНА обыграл албанский «Партизани», а в матче за третье место советский ЦСК МО потерпел поражение от номинальных хозяев берлинского клуба «Форвёртс». Советская команда выступал в таком составе: Б. Разинский, В. Щербаков, М. Ермолаев, Д. Багрич, В. Дородных, Н. Линяев, Г. Апухтин, В. Бузунов, В. Агапов, В. Стрешний, И. Дуда, Ю. Беляев.
В дальнейшем турнир разыгрывался отдельно от проведения Спартакиады дружественных армий как самостоятельный чемпионат. На турнире 1962 года в Чехословакии победу в решающем матче против «Дуклы» одержал венгерский «Гонвед». Основное время игры завершилось со счётом 4:4, поэтому чемпиона определили по количеству поданных угловых ударов, где у венгров было преимущество (9:6).
Соревнования 1963 года состоялись во вьетнамском Ханое среди 11 команд. Сборная Вооружённых сил СССР состояла из футболистов московского ЦСКА и ростовского СКА таких как А. Глухотко, Й. Баужа, В. Семиглазов, В. Дородных, Д. Багрич, Н. Маношин, Н. Антоневич, А. Чертков, Ю. Шикунов, И. Греков, В. Поликарпов, О. Копаев, Г. Матвеев, В. Федотов, В. Денисов, Е. Снитко и Н. Каштанов. При этом из-за участие в сборной СССР в состав команды на турнир во Вьетнаме не отправились В. Пономарев, А. Шестернев и В. Понедельник. Одним из арбитров был также утверждён генерал-майор 3. Фирсов. Финальная игра состоялась на Центральном стадионе Ханоя в присутствии 35 тысяч зрителей. Приз победителю вручил премьер-министр ДР Вьетнама Фам Ван Донг капитану сборной СССР Дородных, который с командой в решающем матче обыграл албанский «Партизани» (2:0).
Следующий турнир состоялся в 1975 году в Сомали, а победу в нём одержала команда СКА из Ростова-на-Дону. В 1984 году чемпионом Спартакиады дружественных армий стала сборная Венгрии, обыгравшая финальной игре в серии пенальти представителей Советского Союза. Последний розыгрыш прошёл в 1989 году во Вьетнаме, где победителем стала сборная СССР, переигравшая Венгрию в финале со счётом 3:2.

## Результаты
| Год  | Место        | Уч |                      | 1-е место          | 2-е место        | 3-е место         | 4-е место |
| ---- | ------------ | -- | -------------------- | ------------------ | ---------------- | ----------------- | --------- |
| 1958 | ГДР          | 12 | ЦДНА (София)         | Партизани (Тирана) | Форвёртс         | ЦСК МО (Москва)   |           |
| 1962 | Чехословакия | 7  | Гонвед (Будапешт)    | Дукла (Прага)      | Стяуа (Бухарест) | ЦСКА (София)      |           |
| 1963 | Вьетнам      | 11 | СССР                 | Партизани (Тирана) | Дукла (Прага)    | Гонвед (Будапешт) |           |
| 1975 | Сомали       | 7  | СКА (Ростов-на-Дону) | Форвёртс           | Дукла (Жатец)    | ФАРК (Гавана)     |           |
| 1984 | Вьетнам      | 13 | Венгрия              | СССР               | ГДР              | Ангола            |           |
| 1989 | Вьетнам      | 6  | СССР                 | Венгрия            | Вьетнам          | Дананг            |           |

## Достижения по странам
| Страна       | 1-е место | 2-е место | 3-е место | Всего |
| ------------ | --------- | --------- | --------- | ----- |
| СССР         | 3         | 1         | 0         | 4     |
| Венгрия      | 2         | 1         | 0         | 3     |
| Болгария     | 1         | 0         | 0         | 1     |
| Албания      | 0         | 2         | 0         | 2     |
| Чехословакия | 0         | 1         | 2         | 3     |
| ГДР          | 0         | 1         | 2         | 3     |
| Румыния      | 0         | 0         | 1         | 1     |
| Вьетнам      | 0         | 0         | 1         | 1     |